# Arthur Leslie Wheeler

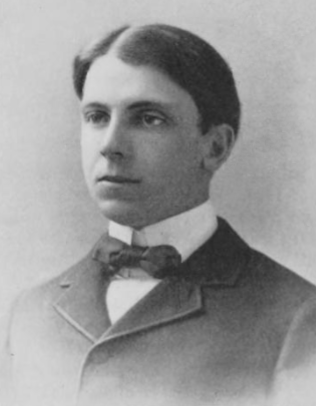

Arthur Leslie Wheeler (* 12. August 1871 in Hartford, Connecticut; † 22. Mai 1932 in Princeton, New Jersey) war ein US-amerikanischer Klassischer Philologe.

## Leben
Arthur Leslie Wheeler studierte an der Yale University, wo er 1893 den Bachelorgrad erreichte. 1894 wurde er als Instructor in Latin angestellt und arbeitete an seiner Doktorarbeit, in der er den Tempusgebrauch der römischen Komödiendichter Plautus und Terenz untersuchte. 1900 wurde er promoviert und wechselte als Associate Professor an das Bryn Mawr College. 1901 wurde er zum Full Professor und zum Vorsitzenden des Department of Classics ernannt.
Von 1901 bis 1903 war Wheeler Mitglied des geschäftsführenden Ausschusses der American School of Classical Studies in Rome. Im Jahr 1923/1924 war er Präsident der Classical Association of the Atlantic States. 1925 wechselte er vom Bryn Mawr College an die Princeton University, wo er Professor of Latin und 1932 Vorsitzender des Department of Latin wurde. Im Jahr 1927/1928 war er Sather Professor an der University of California, Berkeley.
Wheeler war hauptsächlich Latinist. Er beschäftigte sich mit Sprache, Grammatik, Stilistik und Poetik der römischen Dichter, besonders mit Catull und den Elegikern.